# Монталто Уфуго
Монталто Уфуго (итал. Montalto Uffugo) је насеље у Италији у округу Козенца, региону Калабрија.
Према процени из 2011. у насељу је живело 2751 становника. Насеље се налази на надморској висини од 423 м.

## Становништво
Према резултатима пописа становништва 2011. у општини је живело 18.168 становника.
| 1951.  | 1961.  | 1971.  | 1981.  | 1991.  | 2001.  | 2011.  |
| ------ | ------ | ------ | ------ | ------ | ------ | ------ |
| 10.491 | 10.124 | 10.408 | 11.939 | 15.093 | 17.382 | 18.168 |

## Партнерски градови
- Калчано
- Brissago